# 葡萄牙的稅收體制
葡萄牙的稅收體制受到《葡萄牙共和國憲法》第二部分第四篇第一百零一條至一百零七條所保護。它和憲法的關係非常密切，我們甚至可以在憲法中找到它的分支「稅務憲法」（Direito Fiscal Constitucional），它由一系列有關稅務規範的條文所組成。為了保障一個相對檼定的稅收體制，稅之規範載於憲法的立法範疇內。由於這些條文記載於憲法上，它們歸於憲法性的條文，但由於它具有稅務的特質，因此形成了自己獨有的法制稅務法。
某些在憲法中的稅法條文是整個司法稅務體制的基礎。這些條文所反映的稅務主權下，可以創造新的稅，廢除舊的稅，可以擴大或縮減它們的範圍，以及制定一些稅務性質的禁制條文，但這種稅收主權只能被葡國政府所實現。
因此，葡萄牙是一個稅制國家，以稅作為典型財政支柱，但同樣也是一個法制的國家。在這樣的情況中，葡萄牙人民所交付的稅款是用來支配着一個建基於自由以及體現人們及機構組織享有權利，自由和保障的社會。

## 稅收的基本原則
- 稅務的合法性原則：稅務的合法性原則賦予共和國議會制定稅務法律的專屬權限，這可見於《葡萄牙共和國憲法》中的第一百六十五條第一款i項，這個權限可以通過立法授權於政府以法令的形式來制定稅務相關的規定。

- 繳稅能力之原則：這個繳稅能力之原則是與經濟相關的稅務事實的必然結果，正如收入，財產和消費。其基本概念是每個納稅人在自身的經濟實力下繳稅。這樣，稅必須與納稅人的經濟實力相符，關注財富的情況。無論是個人收入，或是企業的真實利潤，《葡萄牙共和國憲法》都將其考慮為一個能力指數以及各項徵稅的措施應以此作為分配納稅人的稅務的指標。

## 稅項
- 個人所得稅（I.R.S.）：這是一個以個人總收入來徵稅的綜合稅制，按照對個人收入總額的一個累進的階級稅率的圖表來徵稅。自然人是這項稅的義務主體。

- 增值稅（I.V.A.）：這是全球多個國家所採用的一個有關貿易的稅制。葡萄牙對於增值稅應用的邏輯有別於其他的所得稅，例如個人所得稅。增值稅是一項有關消費的稅，對於物品轉移，提供服務，進口和從歐盟成員國之間取得物品會徵稅。一般來說，增值稅好比消費稅，每個義務主體（納稅人）的稅務金額是透過間接相減的方法來計算的，其計算方法如下：在特定的週期期間，納稅人透過出售物品或提供服務所賺取的各項金額，因應各個相關物品和類型，應用其稅率，計算出一個數額，減去這一納稅人在其完成的購買中所負擔的稅。增值稅關注的是即時性的稅務事實和各個具體進行的行為，而義務主體到底是持續地或是偶然地進行各自的活動是不相關的，所以增值稅必須定性為獨特的義務稅，而不是週期稅。

- 特別消費稅（I.E.C.）：特別消費稅是一項以貨品的實際價格來收取的稅項，它是由海關和特別消費稅總局所管制的。主要有石油產品稅，煙草稅和酒精及酒精飲料稅，是歐洲經濟共同體的一致目的和規管於特別消費稅法典。